# Trepobates inermis
Trepobates inermis är en insektsart som beskrevs av Teiso Esaki 1926. Trepobates inermis ingår i släktet Trepobates och familjen skräddare. Inga underarter finns listade i Catalogue of Life.